# La Push

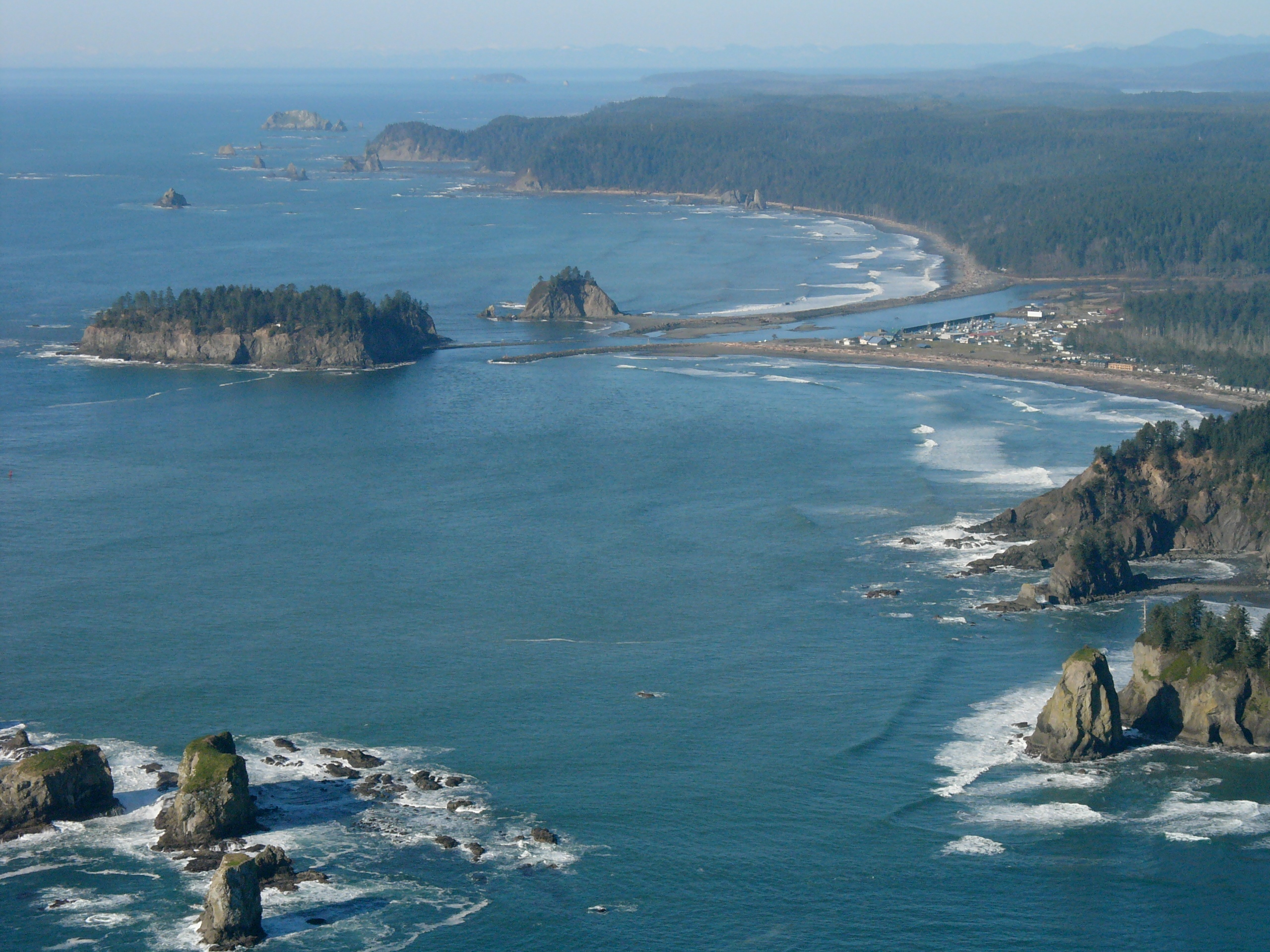
Foz do Rio Quillayute em La Push

La Push é uma área não incorporada do Condado de Clallam, no estado de Washington, nos Estados Unidos. Localiza-se a 14 quilômetros da cidade de Forks. É habitada pela tribo indígena Quileute. Possui uma população de aproximadamente 750 pessoas.

## Topônimo
"La Push" provém do termo francês la bouche, que significa "a boca". É uma referência à localização de La Push na foz (boca) do Rio Quillayute. Passou a ser conhecida mundialmente após a História de Stephenie Meyer, a saga Crepúsculo, onde a história dos Lobos, se passam na reserva quileute. 